# World Athletics Indoor Tour 2023
Il World Athletics Indoor Tour 2023 è stata l'ottava edizione del World Athletics Indoor Tour, serie di meeting internazionali indoor di atletica leggera organizzata annualmente dalla World Athletics.
Le discipline valide per questa edizione sono i 400 m, 1500 m, 60 m ostacoli, salto in alto e salto in lungo per gli uomini e 60 m, 800 m, 3000 m, salto con l'asta, salto triplo e getto del peso per le donne.

## I meeting

### Gold
| Nº | Meeting                                 | Stadio                            | Sede       | Data        |
| -- | --------------------------------------- | --------------------------------- | ---------- | ----------- |
| 1  | Init Indoor Meeting                     | Messehalle                        | Karlsruhe  | 27 gennaio  |
| 2  | New Balance Indoor Grand Prix           | the TRACK at new balance          | Boston     | 4 febbraio  |
| 3  | ORLEN Copernicus Cup                    | Arena Toruń                       | Toruń      | 8 febbraio  |
| 4  | Millrose Games                          | Armory Track                      | New York   | 11 febbraio |
| 5  | Meeting Hauts-de-France Pas-de-Calais   | Arena Stade Couvert               | Liévin     | 15 febbraio |
| 6  | Villa de Madrid                         | Centro Deportivo Municipal Gallur | Madrid     | 22 febbraio |
| 7  | Birmingham World Indoor Tour Final 2023 | Utilita Arena Birmingham          | Birmingham | 25 febbraio |

### Silver
| Nº | Meeting                                     | Stadio                              | Sede             | Data        |
| -- | ------------------------------------------- | ----------------------------------- | ---------------- | ----------- |
| 1  | American Track League - Hawkeye Pro Classic | Iowa-Recreation Building            | Iowa City        | 21 gennaio  |
| 2  | Astana Meeting                              | Track & Field complex QAZAQSTAN     | Astana           | 23 gennaio  |
| 3  | LILAC Grand Prix                            | The Podium                          | Spokane          | 27 gennaio  |
| 4  | ISTAF INDOOR Düsseldorf                     | ISS Dome                            | Düsseldorf       | 29 gennaio  |
| 5  | Hvězdy v Nehvizdech                         | Sportovní Hala                      | Nehvizdy         | 31 gennaio  |
| 6  | Czech Indoor Gala 2023                      | Atletická hala                      | Ostrava          | 2 febbraio  |
| 7  | Hustopečské skákání                         | Městská sportovní hala              | Hustopeče        | 4 febbraio  |
| 8  | Meeting de l'Eure                           | Stade couvert Jesse Owens           | Val-de-Reuil     | 4 febbraio  |
| 9  | Beskyd bar                                  | Werk Arena                          | Třinec           | 7 febbraio  |
| 10 | Mondeville Meeting                          | Halle Michel d'Ornano               | Mondeville       | 8 febbraio  |
| 11 | ISTAF INDOOR                                | Mercedes-Benz Arena                 | Berlino          | 10 febbraio |
| 12 | Meeting de Paris                            | AccorHotels Arena de Bercy          | Parigi           | 11 febbraio |
| 13 | Meeting Metz Moselle Athlelor               | L'Anneau-Halle d'athlétisme de Metz | Metz             | 11 febbraio |
| 14 | 29th Banskobystrická latka                  | Športová hala Dukla                 | Banská Bystrica  | 14 febbraio |
| 15 | Belgrade Indoor Meeting                     | Banjica Athletic Hall               | Belgrado         | 15 febbraio |
| 16 | All Star Perche                             | Maison des Sports                   | Clermont-Ferrand | 25 febbraio |
| 17 | Perche Elite Tour                           | Complexe Kindarena                  | Rouen            | 11 marzo    |

### Bronze
| Nº | Meeting                             | Stadio                                | Sede               | Data        |
| -- | ----------------------------------- | ------------------------------------- | ------------------ | ----------- |
| 1  | Jablonec Indoor 2023                | Atletická hala - stadion Střelnice    | Jablonec nad Nisou | 21 gennaio  |
| 2  | CMCM Indoor Meeting                 | Coque Sport Center                    | Kirchberg          | 22 gennaio  |
| 3  | Aarhus SPRINT'n'JUMP                | Aarhus Atletik og Løbeakademi         | Århus              | 25 gennaio  |
| 4  | International Jump Meeting Cottbus  | Lausitz-Arena                         | Cottbus            | 25 gennaio  |
| 5  | Dr. Sander Invitational             | Armory Track                          | New York           | 28 gennaio  |
| 6  | Kladno INDOOR 2023                  | Atletická hala Sletiště               | Kladno             | 28 gennaio  |
| 7  | Manchester World Indoor Tour BRONZE | Sportcity Indoor Track                | Manchester         | 28 gennaio  |
| 8  | Meeting indoor Nantes Métropole     | Stadium Pierre-Quinon                 | Nantes             | 28 gennaio  |
| 9  | Meeting National Indoor Lyon        | Halle Stéphane Diagana                | Lione              | 28 gennaio  |
| 10 | Folksam GP Stockholm Indoor 2023    | Sätrahallen                           | Stoccolma          | 29 febbraio |
| 11 | BKK Freundenberg High Jump Meeting  | TSG-Halle                             | Weinheim           | 3 febbraio  |
| 12 | Elite Indoor Track Miramas meeting  | Stadium Miramas Métropole             | Miramas            | 3 febbraio  |
| 13 | IFAM Gent Indoor                    | Topsporthal Vlaanderen                | Gand               | 4 febbraio  |
| 14 | ORLEN Cup Łódź 2023                 | Atlas Arena                           | Łódź               | 4 febbraio  |
| 15 | Tampere Indoor Meeting              | TESC                                  | Tampere            | 9 febbraio  |
| 16 | Sparkassen Indoor Meeting Dortmund  | Helmut-Körnig-Halle                   | Dortmund           | 12 febbraio |
| 17 | Memorial Josip Gasparac Pole Vault  | Nastavno-sportska dvorana Gradski vrt | Osijek             | 22 febbraio |

### Challenger
| Nº | Meeting                                                        | Stadio                     | Sede       | Data        |
| -- | -------------------------------------------------------------- | -------------------------- | ---------- | ----------- |
| 1  | Meeting Internacional Ciudad de Valencia                       | Velódromo Luis Puig        | Valencia   | 25 gennaio  |
| 2  | Meeting Internacional Catalunya Pista Coberta                  | Pista Coberta de Catalunya | Sabadell   | 28 gennaio  |
| 3  | Nordhausen Indoor Shot Put                                     |                            | Nordhausen | 28 gennaio  |
| 4  | PERCHE EN OR                                                   |                            | Roubaix    | 28 gennaio  |
| 5  | Elán Míting                                                    | Športová hala Elán         | Bratislava | 29 gennaio  |
| 6  | Gothenburg Games                                               | Friidrottens Hus           | Göteborg   | 2 febbraio  |
| 7  | Karsten Warholm Invitation AL                                  | Ulsteinhallen              | Ulsteinvik | 2 febbraio  |
| 8  | Mondo Classic                                                  | IFU Arena                  | Uppsala    | 2 febbraio  |
| 9  | 10. Breuninger Hallenmeeting                                   | Hartwig-Gauder-Halle       | Erfurt     | 3 febbraio  |
| 10 | Filathlitikos Kallithea International High Jump Indoor Meeting |                            | Atene      | 3 febbraio  |
| 11 | 17th Rochlitz Shot Put Meeting                                 | Turnhalle Am Regenbogen    | Rochlitz   | 5 febbraio  |
| 12 | RIG Games                                                      | Laugardalshöll             | Reykjavík  | 5 febbraio  |
| 13 | Nordic Indoor Match                                            | Våxnäshallen               | Karlstad   | 12 febbraio |

## Risultati (Gold)

### Uomini
| #         | Meeting    | 400 m                     | 1500 m                        | 60 m hs              | Salto in alto           | Salto in lungo             |
| 1         | Karlsruhe  | Benjamin Lobo Vedel 46"45 | George Mills 3'35"88          | Enrique Llopis 7"57  | -                       | -                          |
| 2         | Boston     | Noah Williams 45"88       | Neil Gourley 3'52"84 (miglio) | Grant Holloway 7"38  | Tejaswin Shankar 2,26 m | -                          |
| 3         | Toruń      | Carl Bengtström 46"15     | Azeddine Habz 3'35"59         | Daniel Roberts 7"46  | Hamish Kerr 2,27 m      | Thobias Montler 8,17 m     |
| 4         | New York   | Jereem Richards 45"84     | Yared Nuguse 3'47"38 (miglio) | -                    | -                       | -                          |
| 5         | Liévin     | -                         | Jakob Ingebrigtsen 3'32"38    | Grant Holloway 7"39  | -                       | Miltiadīs Tentoglou 8,41 m |
| 6         | Madrid     | Óscar Husillos 45"84      | Yared Nuguse 3'33"69          | -                    | -                       | Miltiadīs Tentoglou 8,15 m |
| 7         | Birmingham | Jereem Richards 45"74     | Neil Gourley 3'32"48          | Grant Holloway 7"35  | Hamish Kerr 2,28 m      | Marquis Dendy 8,28 m       |
| Vincitore | Vincitore  | Jereem Richards 27 p.     | Neil Gourley 27 p.            | Grant Holloway 30 p. | Hamish Kerr 20 p.       | Thobias Montler 22 p.      |

### Donne
| #         | Meeting    | 60 m                   | 800 m                       | 3000 m                 | Salto con l'asta        | Salto triplo            | Getto del peso        |
| 1         | Karlsruhe  | Dina Asher-Smith 7"04  | Anita Horvat 2'00"44        | Lemlem Hailu 8'37"55   | -                       | Liadagmis Povea 14,64 m | Auriol Dongmo 18,90 m |
| 2         | Boston     | Aleia Hobbs 7"02       | Ajeé Wilson 2'00"45         | Laura Muir 8'40"34     | Bridget Williams 4,77 m | -                       | -                     |
| 3         | Toruń      | Mujinga Kambundji 7"06 | Keely Hodgkinson 1'57"87    | Freweyni Hailu 8'46"92 | -                       | -                       | -                     |
| 4         | New York   | Aleia Hobbs 7"04       | Ajeé Wilson 1'24"85 (600 m) | Alicia Monson 8'25"05  | Katie Moon 4,81 m       | -                       | Chase Ealey 20,03 m   |
| 5         | Liévin     | -                      | Keely Hodgkinson 1'57"71    | Diribe Welteji 8'34"84 | Katie Moon 4,83 m       | Liadagmis Povea 14,81 m | -                     |
| 6         | Madrid     | Aminatou Seyni 7"08    | Noélie Yarigo 2'01"47       | -                      | Alysha Newman 4,65 m    | Liadagmis Povea 14,65 m | Sarah Mitton 19,76 m  |
| 7         | Birmingham | Dina Asher-Smith 7"05  | Keely Hodgkinson 1'57"18    | Gudaf Tsegay 8'16"69   | Alysha Newman 4,78 m    | -                       | -                     |
| Vincitore | Vincitore  | Aleia Hobbs 20 p.      | Keely Hodgkinson 30 p.      | Lemlem Hailu 22 p.     | Alysha Newman 25 p.     | Liadagmis Povea 30 p.   | Sarah Mitton 17 p.    |